# Verbandsgemeinde Simmern/Hunsrück
Die Verbandsgemeinde Simmern/Hunsrück war eine Gebietskörperschaft im Rhein-Hunsrück-Kreis in Rheinland-Pfalz. Der Verbandsgemeinde gehörten die Kreisstadt Simmern/Hunsrück und 31 weitere Ortsgemeinden an. Zum 1. Januar 2020 erfolgte die Fusion mit der Verbandsgemeinde Rheinböllen zur neuen Verbandsgemeinde Simmern-Rheinböllen.

## Verbandsangehörige Gemeinden
| Ortsgemeinde, Stadt               | Fläche (km²) |
| --------------------------------- | ------------ |
| Altweidelbach                     | 4,10         |
| Belgweiler                        | 3,34         |
| Bergenhausen                      | 2,68         |
| Biebern                           | 4,10         |
| Bubach                            | 7,10         |
| Budenbach                         | 3,51         |
| Fronhofen                         | 3,71         |
| Holzbach                          | 5,03         |
| Horn                              | 6,86         |
| Keidelheim                        | 2,72         |
| Klosterkumbd                      | 7,33         |
| Külz (Hunsrück)                   | 6,92         |
| Kümbdchen                         | 3,21         |
| Laubach                           | 10,02        |
| Mengerschied                      | 9,53         |
| Mutterschied                      | 3,07         |
| Nannhausen                        | 6,05         |
| Neuerkirch                        | 5,28         |
| Niederkumbd                       | 2,27         |
| Ohlweiler                         | 3,93         |
| Oppertshausen                     | 1,52         |
| Pleizenhausen                     | 4,03         |
| Ravengiersburg                    | 6,29         |
| Rayerschied                       | 2,51         |
| Reich                             | 4,76         |
| Riegenroth                        | 3,14         |
| Sargenroth                        | 12,61        |
| Schönborn                         | 3,90         |
| Simmern/Hunsrück, Stadt           | 11,96        |
| Tiefenbach                        | 5,79         |
| Wahlbach                          | 4,34         |
| Wüschheim                         | 3,90         |
| Verbandsgemeinde Simmern/Hunsrück | 165,51       |

## Bevölkerungsentwicklung
Die Entwicklung der Einwohnerzahl bezogen auf das heutige Gebiet der Verbandsgemeinde Simmern/Hunsrück; die Werte von 1871 bis 1987 beruhen auf Volkszählungen:
| Jahr | Einwohner |
| 1815 | 9.022     |
| 1835 | 11.615    |
| 1871 | 11.316    |
| 1905 | 11.166    |
| 1939 | 12.636    |
| 1950 | 13.988    |

| Jahr | Einwohner |
| 1961 | 14.017    |
| 1970 | 14.780    |
| 1987 | 15.449    |
| 1997 | 18.298    |
| 2005 | 18.851    |

## Politik

### Verbandsgemeinderat
Aufgrund der zum 1. Januar 2020 anstehenden Fusion der Verbandsgemeinden Simmern/Hunsrück und Rheinböllen wurde bei der Kommunalwahl am 26. Mai 2019 bereits in Neustruktur gewählt (siehe: Ergebnis). Die Amtszeit der bisherigen Verbandsgemeinderäte wurde per Landesgesetz bis zum 31. Dezember 2019 verlängert. Der somit für das gesamte Kalenderjahr 2019 noch amtierende Verbandsgemeinderat Simmern/Hunsrück besteht aus 32 ehrenamtlichen Ratsmitgliedern, die bei der Kommunalwahl am 25. Mai 2014 in einer personalisierten Verhältniswahl gewählt wurden, und dem hauptamtlichen Bürgermeister als Vorsitzendem.
Die Sitzverteilung im Verbandsgemeinderat:
| Wahl | SPD | CDU | GRÜNE | FDP | aSL | Gesamt   |
| ---- | --- | --- | ----- | --- | --- | -------- |
| 2014 | 11  | 11  | 3     | 3   | 4   | 32 Sitze |
| 2009 | 11  | 10  | 3     | 4   | 4   | 32 Sitze |
| 2004 | 11  | 14  | 3     | 4   | –   | 32 Sitze |

- aSL = anStadt Liste e. V.

### Bürgermeister
Seit dem 22. August 2012 ist Michael Boos (SPD) Bürgermeister der Verbandsgemeinde Simmern. In einer Stichwahl am 20. Mai 2012 erlangte er 66 % der abgegebenen Stimmen. Er löste Manfred Faust ab, der aus Altersgründen aus dem Amt schied.

### Wappen
Blasonierung: „Innerhalb eines in wechselnden Farben von Silber und Blau geständerten Schildbordes; geteilt, oben in Schwarz ein schreitender rot bewehrter goldener Löwe; unten schräggerautet (-geweckt) in Silber und Blau.“
Das Wappen ähnelt dem der Stadt Simmern, welche einen gekrönten Löwen zeigt. Es verweist auf den Pfälzer Löwen und die seit 1358 herrschenden Wittelsbacher Landesherren, die die (weiß-blauen) bayerischen Wecken im Wappen führten. Der Schildbord als solcher kennzeichnet das Wappen als das eines Amtes.